# 横井村 (岡山県)
横井村（よこいそん）は、岡山県御津郡にあった自治体である。1900年（明治33年）3月31日までは津高郡に属していた。

## 概要
現在は岡山市北区津高地域南部の津高・津高台・富原・横井上・田益に当たる。笹ヶ瀬川上流域に位置した。
村名は、この地域が従来より横井と総称されていたことによる。明治末期から温室ブトウの生産が丘陵地で行われ、戦後拡大した。
古くは備前国津高郡津高郷に属し、口津高と呼ばれるようになった。奈良時代には富原に津高南寺および津高北寺が開基され仏教の中心となったと伝えられる。その後津高郷は津高庄と呼ばれ、一時期京都の東寺領になったとされる。永禄11年に宇喜多氏、慶長5年に小早川秀秋の支配を経て、慶長8年から岡山藩領となり明治維新に至った。
明治維新時には中原村・中原村の内東原・富原村・富原村の内大岩・横井上村（元横井村）・横井上村の内田中・横井上村の内益井の7村落があった。

## 合併の経緯
1953年（昭和28年）10月に県の岡山地方事務所長からの提唱により当村および野谷村・馬屋上村との合併が協議されていたが、当村は岡山市編入推進特別委員を選任し強力な岡山市編入運動を行った。これに対し岡山市は、保安隊（現在の陸上自衛隊）のキャンプを誘致するため、富原にある旧陸軍射撃場およびその周辺の土地を提供することを編入条件とした。これには村内の一部で保安隊誘致を前提とする合併反対の声が上がり、編入は実現しなかった。
1954年（昭和29年）8月に岡山地方事務所長は「将来岡山市への編入を前提とする3ヶ村合併」か「現状のまま3ヶ村同時編入」かの2案を提示したが、当村単独では岡山市編入は困難なため3ヶ村合併もやむを得ないという意見に傾いたものの合併に踏み切ることは出来なかった。その結果、1955年（昭和30年）3月31日に野谷村と馬屋上村が合併して津高村となったが、その直前の調査では岡山市編入を希望する者が6割、3ヶ村合併を希望する者が4割となり、協議会も数回にわたって開催されたものの進展はなかった。
1957年（昭和32年）3月31日に県知事から津高村への合併勧告が出されたが、ちょうどその頃、隣接する一宮町より岡山市編入運動の実施申し入れがあり、同町とともに岡山市編入推進期成同盟会を結成して関係方面に活発な陳情運動を続けた。しかし岡山市の財政面の問題等で早期編入は断念せざるを得なくなり、1958年（昭和33年）3月に村長および大多数の議員が引責辞職となった。
翌4月の選挙で当選した村長は、県の方針である岡山市編入を前提とした津高村との合併を強く訴え、そのための村内体制を整えた。その後の津高村との合併協議会で両村が対等合併することが決定し、1959年（昭和34年）2月1日に合併に至った。

## 沿革
- 1875年（明治8年）12月27日 - 地租改正により中原村・中原村の内東原が合併して中原村と、富原村・富原村の内大岩が合併して富原村と、横井上村の内田中・横井上村の内益井が合併して田益村となる[1][4]。
- 1883年（明治16年）2月15日 - 連合戸長役場制度発足により、津高郡第五部戸長役場を富原村に設置し、同村および中原村を管轄。横井上村・田益村は同第六部戸長役場（栢谷村、後の野谷村）の管轄となる。
- 1889年（明治22年）6月1日 - 町村制の施行により、中原村・富原村・横井上村・田益村の4村が合併して村政施行し、横井村が発足。旧村名を継承した4大字を編成。役場は当初田益に置かれた[2]が、後に横井上に移転した[5]。
- 1900年（明治33年）4月1日 - 津高郡と御野郡が合併し御津郡となる。
- 1959年（昭和34年）2月1日 - 津高村と合併して津高町が発足。同日横井村廃止。

## 行政

### 歴代村長
| 代         | 氏名       | 就任年月日                | 退任年月日                 | 備考 |
| ---------- | ---------- | ------------------------- | -------------------------- | ---- |
| 1-2        | 蜂谷深平   | 1889年（明治22年）7月23日 | 1894年（明治27年）4月16日  |      |
| 3-8        | 益岡富次郎 | 1894年（明治27年）5月16日 | 1916年（大正5年）10月23日  |      |
| 9-10       | 伊原菊三郎 | 1916年（大正5年）11月2日  | 1921年（大正10年）8月12日  |      |
| 11         | 斉藤高治   | 1921年（大正10年）9月14日 | 1925年（大正14年）8月19日  |      |
| 12-14      | 江田節男   | 1925年（大正14年）8月22日 | 1935年（昭和10年）8月17日  |      |
| 15-16      | 本郷元次郎 | 1935年（昭和10年）8月30日 | 1942年（昭和17年）9月27日  |      |
| 17         | 江田節男   | 1942年（昭和17年）10月8日 | 1945年（昭和20年）1月9日   |      |
| 18         | 益岡長     | 1945年（昭和20年）3月2日  | 1946年（昭和21年）10月31日 |      |
| 19         | 林襄       | 1947年（昭和22年）4月5日  | 1951年（昭和26年）4月4日   |      |
| 20-21      | 林襄       | 1951年（昭和26年）4月23日 | 1958年（昭和33年）4月10日  |      |
| 22         | 富山田鶴雄 | 1958年（昭和33年）4月19日 | 1959年（昭和34年）1月31日  |      |
| 参考文献 - |            |                           |                            |      |

## 教育
- 津高村・横井村学校組合立横井小学校（現・岡山市立横井小学校）

## 当時の主要施設
- 旧17師団岡山西陸軍射撃場 - 戦後岡山警察学校射撃場となり[6]、その後園芸実習農場となった。

## 交通
半田山西麓を通っていた津山往来は1887年（明治20年）に村の中央に移され県道となり、その後改修され国道に編入された。現在は岡山市道伊島町二丁目吉宗線となっている。